# ВИУ-55 «Муња»
ВИУ-55 «Муња» (серб. Муња — «Молния») — сербская БРЭМ на базе танка Т-55, способная выполнять функции тяжёлого бронетранспортёра.
Разработана в Белградском военно-техническом институте.
Производство началось в 2004 году, когда 210 устаревших танков Т-55 были переоборудованы в БРЭМ.